# Skoki do wody na Letnich Igrzyskach Olimpijskich 2016 – trampolina 3 m indywidualnie kobiet
Konkurs skoków do wody z trampoliny 3 m kobiet podczas Letnich Igrzysk Olimpijskich 2016 rozegrany został między 12 a 14 sierpnia. Zawody rozgrywane były w Maria Lenk Aquatics Center.

## Format
Konkurencja ta jest rozgrywana w trzech rundach:
- Runda eliminacyjna: Wszystkie 30 zawodniczek wykonuje po 5 skoków; najlepsza 18 awansuje do półfinału.
- Półfinał: 18 zawodniczek wykonuje po 5 skoków; wyniki z eliminacji nie są brane pod uwagę, do finału awansuje 12 najlepszych zawodniczek.
- Finał: 12 zawodniczek wykonuje po 5 skoków, wyniki z poprzednich rund nie są brane pod uwagę w ostatecznej klasyfikacji[1].

## Terminarz
Czas BRT (UTC −03:00)
| Data             | Godzina | Runda      |
| ---------------- | ------- | ---------- |
| 12 sierpnia 2016 | 18:30   | Eliminacje |
| 13 sierpnia 2016 | 19:00   | Półfinał   |
| 14 sierpnia 2016 | 19:00   | Finał      |

## Wyniki[2]
| Pozycja | Zawodniczka          | Eliminacje | Eliminacje | Półfinał       | Półfinał       | Finał          | Finał          | Finał          | Finał          | Finał          | Finał          | Finał          |
| Pozycja | Zawodniczka          | Punkty     | Pozycja    | Punkty         | Pozycja        | Skok 1         | Skok 2         | Skok 3         | Skok 4         | Skok 5         | Suma punktów   | Pozycja        |
| ------- | -------------------- | ---------- | ---------- | -------------- | -------------- | -------------- | -------------- | -------------- | -------------- | -------------- | -------------- | -------------- |
| złoto   | Shi Tingmao          | 357,55     | 3          | 385,00         | 1              | 81,00          | 81,00          | 84,00          | 79,05          | 81,00          | 406,05         | 1              |
| srebro  | He Zi                | 367,05     | 2          | 364,05         | 2              | 81,00          | 81,00          | 74,40          | 76,50          | 75,00          | 387,90         | 2              |
| brąz    | Tania Cagnotto       | 347,30     | 4          | 324,40         | 7              | 76,50          | 75,00          | 71,30          | 69,00          | 81,00          | 372,80         | 3              |
| 4       | Jennifer Abel        | 373,00     | 1          | 343,45         | 3              | 76,50          | 69,00          | 72,85          | 79,90          | 69,00          | 367,25         | 4              |
| 5       | Maddison Keeney      | 323,35     | 9          | 326,35         | 4              | 64,50          | 64,50          | 60,00          | 79,05          | 81,60          | 349,65         | 5              |
| 6       | Esther Qin           | 347,25     | 5          | 315,65         | 10             | 72,00          | 65,10          | 67,50          | 67,50          | 72,00          | 344,10         | 6              |
| 7       | Pamela Ware          | 329,10     | 7          | 318,25         | 9              | 63,00          | 66,65          | 67,50          | 73,50          | 52,50          | 323,15         | 7              |
| 8       | Grace Reid           | 304,95     | 14         | 314,25         | 11             | 63,00          | 65,10          | 58,50          | 64,50          | 67,50          | 318,60         | 8              |
| 9       | Nora Subschinski     | 302,05     | 16         | 308,25         | 12             | 63,00          | 65,10          | 63,00          | 58,50          | 67,50          | 317,10         | 9              |
| 10      | Ng Yan Yee           | 299,05     | 17         | 324,75         | 5              | 67,50          | 65,10          | 67,50          | 40,50          | 66,00          | 306,60         | 10             |
| 11      | Ołena Fedorowa       | 318,10     | 10         | 321,00         | 8              | 63,00          | 58,50          | 57,00          | 58,80          | 67,50          | 304,80         | 11             |
| 12      | Abigail Johnston     | 333,60     | 6          | 324,75         | 5              | 67,50          | 60,00          | 41,85          | 67,50          | 66,00          | 302,85         | 12             |
| 13      | Kassidy Cook         | 327,75     | 8          | 304,35         | 13             | Nie awansowała | Nie awansowała | Nie awansowała | Nie awansowała | Nie awansowała | Nie awansowała | Nie awansowała |
| 14      | Uschi Freitag        | 317,10     | 11         | 298,95         | 14             | Nie awansowała | Nie awansowała | Nie awansowała | Nie awansowała | Nie awansowała | Nie awansowała | Nie awansowała |
| 15      | Kristina Iljinych    | 304,05     | 15         | 295,20         | 15             | Nie awansowała | Nie awansowała | Nie awansowała | Nie awansowała | Nie awansowała | Nie awansowała | Nie awansowała |
| 16      | Dolores Hernández    | 295,20     | 18         | 293,05         | 16             | Nie awansowała | Nie awansowała | Nie awansowała | Nie awansowała | Nie awansowała | Nie awansowała | Nie awansowała |
| 17      | Tina Punzel          | 307,95     | 13         | 291,60         | 17             | Nie awansowała | Nie awansowała | Nie awansowała | Nie awansowała | Nie awansowała | Nie awansowała | Nie awansowała |
| 18      | Anastasija Niedobiga | 309,50     | 12         | 290,15         | 18             | Nie awansowała | Nie awansowała | Nie awansowała | Nie awansowała | Nie awansowała | Nie awansowała | Nie awansowała |
| 19      | Maria Marconi        | 292,95     | 19         | Nie awansowała | Nie awansowała | Nie awansowała | Nie awansowała | Nie awansowała | Nie awansowała | Nie awansowała | Nie awansowała | Nie awansowała |
| 20      | Rebecca Gallantree   | 286,65     | 20         | Nie awansowała | Nie awansowała | Nie awansowała | Nie awansowała | Nie awansowała | Nie awansowała | Nie awansowała | Nie awansowała | Nie awansowała |
| 21      | Cheong Jun Hoong     | 282,25     | 21         | Nie awansowała | Nie awansowała | Nie awansowała | Nie awansowała | Nie awansowała | Nie awansowała | Nie awansowała | Nie awansowała | Nie awansowała |
| 22      | Melany Hernández     | 279,45     | 22         | Nie awansowała | Nie awansowała | Nie awansowała | Nie awansowała | Nie awansowała | Nie awansowała | Nie awansowała | Nie awansowała | Nie awansowała |
| 23      | Diana Pineda         | 276,90     | 23         | Nie awansowała | Nie awansowała | Nie awansowała | Nie awansowała | Nie awansowała | Nie awansowała | Nie awansowała | Nie awansowała | Nie awansowała |
| 24      | Elizabeth Cui        | 273,30     | 24         | Nie awansowała | Nie awansowała | Nie awansowała | Nie awansowała | Nie awansowała | Nie awansowała | Nie awansowała | Nie awansowała | Nie awansowała |
| 25      | Marcela Marić        | 271,40     | 25         | Nie awansowała | Nie awansowała | Nie awansowała | Nie awansowała | Nie awansowała | Nie awansowała | Nie awansowała | Nie awansowała | Nie awansowała |
| 26      | Nadieżda Bażyna      | 252,00     | 26         | Nie awansowała | Nie awansowała | Nie awansowała | Nie awansowała | Nie awansowała | Nie awansowała | Nie awansowała | Nie awansowała | Nie awansowała |
| 27      | Juliana Veloso       | 240,90     | 28         | Nie awansowała | Nie awansowała | Nie awansowała | Nie awansowała | Nie awansowała | Nie awansowała | Nie awansowała | Nie awansowała | Nie awansowała |
| 28      | Maha Amer            | 238,55     | 29         | Nie awansowała | Nie awansowała | Nie awansowała | Nie awansowała | Nie awansowała | Nie awansowała | Nie awansowała | Nie awansowała | Nie awansowała |
| 29      | Julia Vincent        | 220,30     | 30         | Nie awansowała | Nie awansowała | Nie awansowała | Nie awansowała | Nie awansowała | Nie awansowała | Nie awansowała | Nie awansowała | Nie awansowała |